# 우오켄
우오켄(일본어:  魚建 , 1965년 7월 13일 ~)은 일본의 남성 성우이다.